# حصاحص (الحد)

تعديل مصدري - تعديل

حصاحص هي إحدى قرى عزلة الحد بمديرية الحد التابعة لمحافظة لحج، بلغ تعداد سكانها 580 نسمة حسب تعداد اليمن لعام 2004.